# 毛伊斯
毛伊斯（希腊语： Μαύης ； 佉卢文 : 𐨨𐨆𐨀  ,  塔克西拉铜板上被称为𐨨𐨆𐨒 ；  马图拉狮柱头的铭文上也被称为𐨨𐨅𐨬𐨐𐨁 𐨨𐨁𐨩𐨁𐨐   ) 是第一位印度-斯基泰国王，于公元前 98/85 年至公元前 60/57 年在位。 在位期间他入侵了印度，并在其所征服的印度-希腊领土上建立起了塞人的霸权。 

## 名字
毛伊斯的的名字主要从出现于他所发行的钱币上，其中健驮逻语写法为 ，古希腊语则写作 ,两者都是同一个塞语名字的变体，意为“老虎”和“英雄”。 
毛伊斯名字的另一种形式出现在塔克西拉铜板上，被称为（  ), 这是塞语名字的健驮逻语派生词，同样有“老虎”、“英雄”之意。 
马图拉狮柱头上的铭文将毛埃斯称为 （ ） ，其中源自塞语的 ，意思是“老虎”，则来自塞语单词  ，意为“繁荣”。 

## 塞人

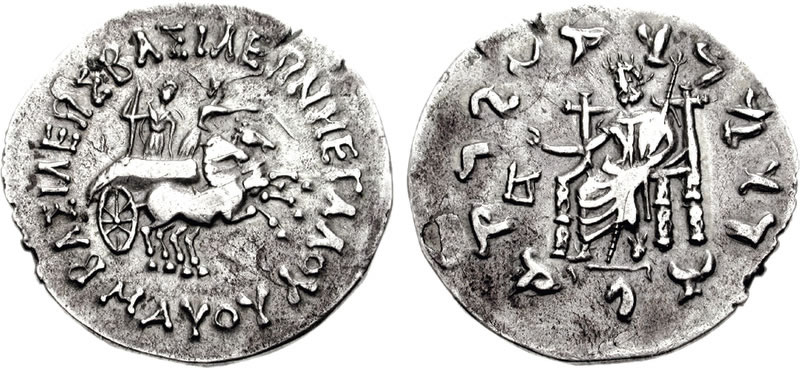
毛伊斯发行的四德拉克马银币，正面为太阳神赫利俄斯芒冠像，手持权杖坐于双马战车后方，环绕希腊文币文BΑΣΙΛΕΩΣ BΑΣΙΛΕΩΝ ΜΕΓΑΛΟΥ ΜΑΥΟΥ（伟大的王中之王毛伊斯）。反面为宙斯芒冠坐像，环绕佉卢文币文 Rajadirajasa mahatasa Moasa （伟大的王中之王毛伊斯）,塔克西拉造币场。

塞人，以及与之相关的帕尼人（建立了安息帝国）和斯基泰人均为来自伊朗东部的游牧民族。
来自锡斯坦的塞人在公元前 126 年击败并杀死了安息国王弗拉特斯二世。在安息国王米特里达梯二世统治后期的公元前 88 年左右， 印度-斯基泰人在印度河流域建立了自己的国家。毛伊斯获得了“伟大的王中之王”的头衔，这是对“王中之王”这一传统波斯王室头衔的升级版本。